# 10 Wołyński Batalion Strzelców
10 Wołyński Batalion Strzelców (10 bs) – oddział piechoty Polskich Sił Zbrojnych.

## Formowanie i zmiany organizacyjne
10 batalion piechoty został sformowany 12 października 1944 roku, w składzie 4 Kresowej Brygady Piechoty. Kadra wydzielona z oddziałów 5 Kresowej Dywizji Piechoty, jako zalążek batalionu została zgrupowana w Porto Sant’Elpidio we Włoszech. 15 października kadra została przewieziona samochodami do portu w Ankonie, skąd popłynęła do Brindisi, a następnie koleją do San Basilio. 31 października do batalionu wcielono pierwszą grupę żołnierzy – Polaków z Obozu Przejściowego nr 1 „Jolanda”. Grupa liczyła 52 szeregowych, byłych żołnierzy Wehrmachtu, w przeważającej większości młodych wiekiem (roczniki 1924 i 1925). Żołnierze pierwszej i kolejnych grup przybywających na uzupełnienie pochodzili z Pomorza i Śląska. 17 listopada baon liczył 22 oficerów, 46 podoficerów i 254 strzelców.
2 grudnia 1944 roku oddział otrzymał nazwę „10 Wołyński Baon Piechoty” oraz został jednostką ewidencyjną i gospodarczą. Pod względem ewidencyjnym i gospodarczym do batalionu przydzielono: Kwaterę Główną 4 Wołyńskiej Brygady Piechoty, pluton sztabowy i czołówkę naprawczą, a pod względem ewidencyjnym pluton łączności brygady. 6 grudnia zorganizowano pododdziały specjalne: oddział przeciwpancerny oraz plutony: moździerzy i rozpoznawczy.
Na przełomie grudnia i stycznia 1945 roku batalion przegrupował się na nowe miejsce postoju w dwóch rzutach: kołowym i kolejowym. 25 grudnia z San Basilio wyjechał rzut kołowy i 2 stycznia dotarł do obozu w rejonie Arezzo. 8 stycznia batalion rozpoczął szkolenie.
13 stycznia 1945 roku major Stanisław Tomaszewski zarządził reorganizację batalionu polegającą na utworzeniu kompanii wsparcia pod dowództwem por. Franciszka Lemczuka i plutonu ckm pod dowództwem ppor. Aleksandra Batorego. Tego samego dnia, po nabożeństwie, część żołnierzy udała się na przepustkę do Anghiari. 15 stycznia żołnierze wyjeżdżali do łaźni w Sansepolcro. 17 stycznia dowódca 5 Kresowej Dywizji Piechoty generał brygady Nikodem Sulik przeprowadził inspekcję batalionu, a następnego dnia wziął udział uroczystości złożenia przysięgi przez żołnierzy 4 Wołyńskiej Brygady Piechoty. Ceremonia oraz poprzedzająca ją msza odbyła się na obszernym placu w rejonie Anghiari. 7 marca dowódca 4 BP powierzył kpt. dypl. Władysławowi Liskowi pełnienie obowiązków dowódcy batalionu, do czasu powrotu majora Tomaszewskiego z leczenia szpitalnego. 

## Działania bojowe
26 marca 1945 roku 4 Wołyńska Brygada Piechoty przegrupowała się z Anghiari do rejonu wyczekiwania w pobliżu Faenzy koło drogi nr 9. W nocy z 28 na 29 marca rejon batalionu został ostrzelany przez ciężką artylerię niemiecką. Strat w ludziach nie było. Wieczorem 30 marca batalion zluzował 16 batalion strzelców na pozycjach nad rzeką Senio. Wsparcie batalionu na odcinku obrony zapewniał:
- 3 szwadron 12 Pułku Ułanów Podolskich,
- 1 szwadron 1 Pułku Ułanów Krechowieckich,
- kompania ochrony sztabu 2 Korpusu (bez I plutonu),
- pluton ckm i pluton 106,7 mm (4,2″) ciężkich moździerzy z 5 batalionu CKM,
- 4 Kresowy pułk artylerii lekkiej,
- I dywizjon 5 pułku artylerii przeciwpancernej[12].

W nocy z 7 na 8 kwietnia batalion został zluzowany przez kompanie 3 Dywizji Strzelców Karpackich i odszedł do Faenzy, jako odwód dowódcy Zgrupowania „Rud”. 10 kwietnia batalion został podporządkowany dowódcy 1 Brygady Strzelców Karpackich. 22 kwietnia, po zaciętych walkach o rzekę Gaiano i zdobyciu Bolonii, batalion przeszedł do odwodu w rejon Mediciny. Straty batalionu w bitwie o Bolonię wyniosły 25 żołnierzy zabitych i 41 rannych.

## Dzieje powojenne
18 maja na uzupełnienie batalionu przybyło z Bazy 2 Korpusu 31 żołnierzy. Kolejnych 123 żołnierzy przybyło 1 czerwca z obozu przejściowego 4 BP. Wszyscy byli zivilarbeiterami. 26 maja na różnego rodzaju kursy specjalistyczne wyjeżdża z batalionu 112 szeregowych. Przy brygadzie został utworzony obóz przejściowy dla polskiej ludności cywilnej. Komendantem obozu został kapitan Kazimierz Nienartowicz. 4 czerwca do obozu przybył pierwszy transport ludności. 9 czerwca batalion wyjechał na nowe miejsce postoju w Civitella di Romagna. Tam oczekiwał już major Tomaszewski. 14 czerwca dowódca dywizji zwolnił kapitana Liska z pełnienia obowiązków dowódcy 10 bs i wyznaczył go na stanowisko szefa sztabu 4 Brygady Piechoty. Obowiązki dowódcy batalionu objął ponownie major Tomaszewski, po powrocie z urlopu zdrowotnego. 9 lipca batalion przeniósł się na nowe miejsce postoju.
Tam wszedł w skład Zgrupowania Brygadowego „Wołyń” Grupy „Straż” (Polish Guarg Group). Zadaniem żołnierzy batalionu było pełnienie służby wartowniczej w obozie jeńców nr 14. Obsada jednej zmiany wynosiła 150 żołnierzy. 11 lipca pierwsza warta pod dowództwem por. Lemczuka objęła służbę. W niedzielę 22 lipca w obecności dowódcy 2 Korpusu generała Władysława Andersa odbyła się przysięga żołnierzy wcielonych w maju i na początku czerwca. W następnym tygodniu 28 żołnierzy batalionu zadeklarowało powrót do kraju. „Ciemniacy”, jak ich nazwał kronikarz batalionu, zostali odesłani do obozu przejściowego. 19 września kapitan Pełczyński został przeniesiony do Centrum Wyszkolenia Armii (Ośrodek Wyszkolenia Piechoty). 26 września powróciło do batalionu 33 szeregowych po ukończeniu kursu szkoły podoficerskiej w Batalionie Szkolnym 5 Kresowej Dywizji Piechoty. 26 października batalion wyjeżdża na lotnisko w rejonie Rimini, gdzie przez dziewięć dni ma pełnić służbę wartowniczą w obozach jeńców. 26 grudnia batalion wyjechał do nowego miejsca postoju w Bassano del Grappa, gdzie 4 stycznia 1946 roku zajął włoskie koszary i przystąpił do pełnienia służby wartowniczej. 22 lutego batalion wyjechał do Riva del Garda, zmieniając po raz kolejny miejsce postoju. Żołnierze zostali zakwaterowani w pięciu hotelach. Batalion ochraniał obiekty wojskowe i komunikacyjne w pobliskim rejonie. 25 kwietnia batalion przeniósł się do Monza. Początkowo kompania wsparcia i 4 kompania stacjonowały w Legnano. W lipcu batalion krótko stacjonował w Modenie by następnie przemieścić się pod Neapol. 2 września 1946 roku batalion wyjechał koleją do Neapolu, gdzie następnego dnia został zaokrętowany na brytyjski statek „Eastern Prince”. 13 września statek z batalionem na pokładzie zawinął do portu w Glasgow.
24 lutego 1947 roku, po rozwiązaniu 4 Wołyńskiej Brygady Piechoty, w wyniku połączenia 10 i 11 batalionów został zorganizowany 511 Oddział PKPR (ang. 511 Basic Unit Polish Resettlement Corps) pod dowództwem mjr. Włodzimierza Kraszkiewicza. Pozostałość 10 batalionu jako detaszowana część 511 Oddziału PKPR została skierowana do obozu Lechenden koło Reading. Tam do 7 lipca funkcjonowała jako „oddział relegujący”, którego zadaniem było zwolnienie żołnierzy do rezerwy.

## Organizacja batalionu
- dowództwo batalionu: 5 oficerów, 54 szeregowych

- kompania dowodzenia (plutony: łączności, techniczno-gospodarczy) 5 oficerów, 91 szeregowych
- kompania wsparcia (plutony: rozpoznawczy, moździerzy, pionierów, ckm, oddział/pluton ppanc.) 7 oficerów, 184 szeregowych
- 4 kompanie strzelców 5 oficerów, 120 szeregowych

Łącznie 37 oficerów i 809 szeregowych
Pojazdy mechaniczne baonu oznaczone były cyfrą „60”.

## Żołnierze batalionu
| Dowódcy batalionu               | Dowódcy batalionu       |
| ------------------------------- | ----------------------- |
| stopień, imię i nazwisko        | czas pełnienia funkcji  |
| mjr dypl. Stanisław Tomaszewski | 12 X 1944 – 1947        |
| kpt. dypl. Władysław Lisek      | p.o. 7 III – 14 VI 1945 |

| Obsada personalna baonu | Obsada personalna baonu                                       | Obsada personalna baonu           | Obsada personalna baonu        |
| --- | ------------------------------------------------------------- | --------------------------------- | ------------------------------ |
| Stanowisko etatowe | 12 października 1944 roku                                     | 13 grudnia 1944 roku              |                                |
| dowódca baonu | mjr Stanisław Tomaszewski z 6 LBP                             | mjr Stanisław Tomaszewski         |                                |
| zastępca dowódcy baonu | kpt. Kazimierz Nienartowicz z 5 bckm                          | kpt. Kazimierz Nienartowicz       |                                |
| oficer gospodarczy | ppor. Bolesław Drobniak z Dowództwa Zaopatrzenia i Transportu | ppor. Bolesław Drobniak           |                                |
| oficer techniczny | ppor. Michał Dziemian z 15 bs                                 | ppor. Michał Dziemian             | dowódca plutonu transportowego |
| płatnik | ppor. Józef Rokiczan z 18 bs                                  | ppor. Józef Rokiczan              | dowódca plutonu gospodarczego  |
| dowódca kompanii dowodzenia | kpt. Mieczysław Kipp z 16 bs                                  | kpt. Mieczysław Kipp              |                                |
| dowódca plutonu łączności | ppor. Józef Garbiak z 13 bs                                   | ppor. Józef Garbiak               |                                |
| dowódca plutonu rozpoznawczego | ppor. Stanisław Jurecki z 14 bs                               | ppor. Stanisław Jurecki           |                                |
| dowódca oddziału przeciwpancernego | por. Franciszek Lemczuk z 5 pappanc                           | por. Franciszek Lemczuk           |                                |
| dowódca plutonu moździerzy | por. Stefan Staszak z 5 bckm                                  | ppor. Mieczysław Mazur            |                                |
| dowódca plutonu ckm | ppor. Mieczysław Mazur z 5 bckm                               |                                   |                                |
| dowódca 1 kompanii | por. Zygmunt Piotrowski z 16 bs                               | por. Zygmunt Piotrowski           |                                |
| dowódca 2 kompanii | por. Mieczysław Smółko z 18 bs                                | por. Mieczysław Smółko            |                                |
| dowódca 3 kompanii | por. Zenobiusz Straszyński z 13 bs                            | ppor. Henryk Szklarek z 17 bs     |                                |
| dowódca 4 kompanii | wakat                                                         | ppor. Władysław Pasternak z 18 bs |                                |
| 20 grudnia 1944 roku kpt. Adam Machnica objął dowództwo 3 kompanii, ppor. Marian Zulaf syn Juliusza dowództwo II plutonu 2 kompanii, a ppor. Bolesław Nawrot zastąpił ppor. Aleksandra Batorego na stanowisku oficera oświatowego baonu. Kolejnym dowódcą 1 kompanii został kpt. Bohdan Pełczyński. |                                                               |                                   |                                |

## Odznaka pamiątkowa
Odznaka w kształcie kielicha kwiatu azalii przebitego bagnetem. Ostrze bagnetu skierowane ku górze. Na dole po prawej stronie rękojeści bagnetu liczba 10, oznaczająca numer batalionu. Kwiat azalii złocony, bagnet srebrzony. Fragmenty złocone i srebrzone; wymiary: 38 x 18 mm. Nakładana na patki koloru granatowego z żółtą wypustką.
Wykonywane w firmie: F.M. Lorioli, Milano – Roma. Zatwierdzone rozkazem dowódcy 2 Korpusu Nr 96, pkt. 563, z 27 sierpnia 1946.